# Gary Sullivan
Gary J. Sullivan (* 1960 in Louisville, Kentucky, USA) ist ein maßgeblicher US-amerikanischer Software-Entwickler der Videocodecs H.263 MPEG (ISO/IEC JTC1/SC29/WG11) und H.264/MPEG-4 (AVC-Standard).
Sullivan ist seit 1999 Angestellter der Firma Microsoft, Vorsitzender und Berichterstatter in der Internationalen Fernmeldeunion insbesondere in der ITU Telecommunication Standardization Sector Video Coding Experts Group und 2. Vorsitzender und Berichterstatter der ISO/IEC Moving Picture Experts Group vom März 2001 bis Mai 2002. Ferner auch des Joint Video Team der Video Coding Experts Group, dies seit Dezember 2001.
MPEG und JVT sind ein Gemeinschaftsprojekt der MPEG- und VCEG-Organisationen. Er fungiert als Repräsentant der ITU-T in der zu MPEG bestehenden Verbindung. Sullivan ist der Hauptgestalter der DirectX Video Acceleration (DXVA), welches Merkmal und Fähigkeit bei der Video-Dekodierung von Microsoft Betriebssystemen ist.
2005 wurde Sullivan die Technical Achievement-Auszeichnung vom International Committee on Technology Standards für seine Arbeit am AVC u. a. Standardisierungsthemen verliehen.
An der University of Louisville, Kentucky, an der dortigen J.B. Speed School of Engineering machte Sullivan 1982 seinen Bachelor-Abschluss, dann 1983 seinen Master-Abschluss und promovierte 1991 an der University of California in Los Angeles.
Bei der Hughes Aircraft Corporation war er ein Howard Hughes Fellow und Mitglied der technischen Abteilung in der Advanced Systems Division. Für Texas Instruments arbeitete er als Software-Entwickler am Terrain-Following Radar-System. Bevor er bei Microsoft anfing, arbeitete er als Manager der, seinerzeit auf dem Gebiet von Videokonferenz-Systemen führenden, Firma PictureTel Corporation (heute Polycom) in der Abteilung Communications Core Research.
Anfang 1996 übernahm er die Leitung der ITU-T VCEG und wurde unter anderem Verfasser der H.263+- und H.263++-Projekte. Beim dortigen Joint Video Team war er Vorsitzender für die Entwicklung des H.264-Standards zur Videokodierung. Sullivan ist maßgeblich an der Entwicklung der sog. fidelity-range extensions beteiligt gewesen. Zurzeit ist er der 2. Vorsitzende für die Entwicklung des scalable video coding einer Erweiterung im AVC-Standard.
Sullivan besetzt zusätzlich im Core Media Processing Team der Windows Digital Media-Abteilung von Microsoft den Posten des Video-Architekten. Die dort entwickelte DXVA-Technologie dient der Hardwarebeschleunigung von Grafikkarten bei der Dekodierung von Videoströmen und wird von fast allen heutzutage verkauften PCs unterstützt.
Sullivan besitzt vier zugelassene Patente in den USA und mehrere weitere, allerdings noch nicht zugelassene, Patente. Er publiziert regelmäßig Veröffentlichungen, ist an Konferenzen von JVT, MPEG, VCEG und den wichtigsten an universitären Einrichtungen zur Video- und Bildverarbeitung maßgeblich beteiligt. Forschungsschwerpunkte und Publikationsschwerpunkte setzt er im Moment auf folgende Gebiete: Video-/Bildkompression, Verzerrungsoptimierung bei unterschiedlichen Bildraten, Bewegungsabschätzung/-kompensation, skalare/vektorielle Quantisierung und gegen Fehler/Paketverlust robuste Kodierung.
Im Jahr 2012 erhielt er den IEEE Masaru Ibuka Consumer Electronics Award.
| Personendaten    | Personendaten                         |
| ---------------- | ------------------------------------- |
| NAME             | Sullivan, Gary                        |
| ALTERNATIVNAMEN  | Sullivan, Gary J.                     |
| KURZBESCHREIBUNG | US-amerikanischer Software-Entwickler |
| GEBURTSDATUM     | 1960                                  |
| GEBURTSORT       | Louisville, Kentucky, USA             |